# Геологічне картування

Геологічний розріз земної кори

Види_розрізів.JPG

Геологічне картування — один з основних видів геологічних досліджень території.
Геолог, академік Олексій Борисяк зазначав, що «вінцем геологічного дослідження є складання геологічної карти».
До складу геологічного картування входять:
- геологічні зйомки (знімання),
- геологічне довивчення площ,
- глибинне геологічне картування,
- аерофотогеологічне картування.

Результатом геологічного картування є геологічні карти, які служать основою для пошуків та розвідки корисних копалин.
Залежно від масштабу геологічні карти складають дрібно- (1500000-1:1000000), середньо- (1:200000 — 1:100000) та великомасштабні (1:50000 — 1:25000) карти.
Докладні геолого-картувальні роботи масштабу 1:10000 — 1:1000 застосовують при вивченні рудних полів та родовищ корисних копалин; вони є одним з методів пошуково-розвідувальних робіт.
Для території України 1941 року було складено геологічну карту масштабу 1:1000000, у 1947 — 1:500000, у 1974 — 1:200000 (124 аркуші карт), в останні десятиліття XX ст. — 1:50000.